# Голошинська сільська рада
| Голошинська сільська рада — орган місцевого самоврядування у Верховинському районі Івано-Франківської області з адміністративним центром у с. Голошина. Утворена 25 березня 1993 року. За переписом населення України 2001 року в сільській раді мешкало 417 осіб. Сільській раді підпорядковані населені пункти: - с. Голошина |          |
| Мова | Відсоток |
| українська | 99,76 %  |
| російська | 0,24 %   |

## Склад ради
Рада складається з 15 депутатів та голови.

### Керівний склад ради
| ПІБ                          | Основні відомості                                                 | Дата обрання | Дата звільнення |
| ---------------------------- | ----------------------------------------------------------------- | ------------ | --------------- |
| Федорчак Олексій Миколайович | Сільський голова, 1957 року народження, освіта, безпартійний      | 26.03.2006   | 31.10.2010      |
| Федорчак Олексій Миколайович | Сільський голова, 1957 року народження, освіта вища, безпартійний | 31.10.2010   |                 |

Примітка: таблиця складена за даними джерела